# Castilleja angustifolia
Castilleja angustifolia es una planta de la familia de las escrofulariáceas.

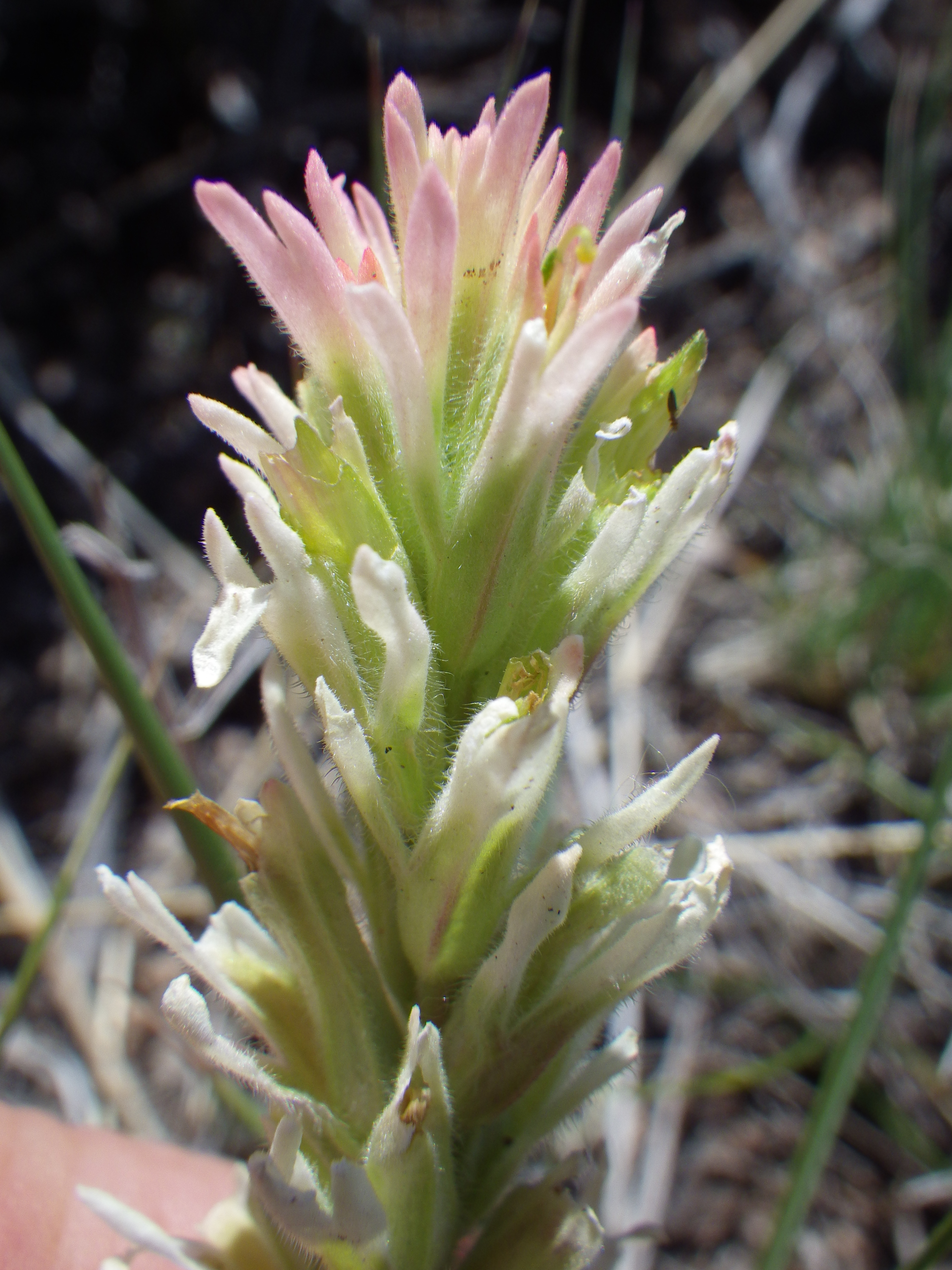
Detalle de la planta

## Caracteres
Es una planta que no pasa desapercibida debido a sus brillantes flores rojas, lo que permite verla a considerable distancia en el desierto. Perenne, con tallos erectos terminados en un colorido grupo de flores. Su nombre específico angustifolia, hace referencia a la estrechez de sus hojas verde grisáceas, con respecto a otras especies del género.

## Hábitat
Zonas desérticas entre 1,000 - 3,000 m s. n. m.

## Distribución
Desiertos del SO de los EE. UU.. Desierto de Mojave.

## Taxonomía
Castilleja angustifolia fue descrita por (Nutt.) G.Don y publicado en A General History of the Dichlamydeous Plants 4: 616. 1838.
Etimología
Castilleja: nombre genérico que fue otorgado en honor del botánico español Domingo Castillejo (1744-1793).
angustifolia: epíteto latino que significa "con hojas estrechas".
Sinonimia
- Castilleja angustifolia var. abbreviata Fernald
- Castilleja angustifolia subsp. abbreviata (Fernald) Piper & Beattie
- Castilleja angustifolia var. adenophora Fernald
- Castilleja angustifolia var. bradburii (Nutt.) Fernald
- Castilleja angustifolia subsp. bradburii (Nutt.) Piper & Beattie
- Castilleja angustifolia var. subcinerea (Rydb.) A.Nelson & J.F.Macbr.
- Castilleja bennittii A.Nelson & J.F.Macbr.
- Castilleja bradburii (Nutt.) G.Don
- Castilleja buffumii A.Nelson
- Castilleja subcinerea Rydb.[4]